# CMM (Lyon)
CMM is een Frans historisch merk van motorfietsen.
De bedrijfsnaam was: Construction de Motocycles et de Moteurs Industriels, Lyon, Rhône.
CMM maakte vanaf 1927 motorfietsen met 98- tot 499cc-twee- en viertaktmotoren van Aubier Dunne, JAP, Chaise en andere merken. De productie werd in 1935 beëindigd.